# Flustrellidridae
Flustrellidridae é uma família de briozoários pertencentes à ordem Ctenostomatida.
Géneros:
- Elzerina Lamouroux, 1816
- Flustrellidra Bassler, 1953
- Flustrellidrella d'Hondt, 1983
- Neobockiella d'Hondt, 1983
- Neoflustrellidra d'Hondt, 1976